# 偏旁
偏旁，又稱偏旁冠腳，是漢字要素作為漢字一部分的稱呼。合体字的各偏旁中多半有一个是其部首。為口頭溝通文字方便，偏旁都有一些约定俗成的名稱。
同一个部首可能有多个变体，在不同位置名称也不尽相同，如部首“心部”，作为左偏时为豎心旁“忄”，在下面时，可能为心字旁（如“志”）和恭字底“⺗”（如“慕”），這些變化都不妨礙其歸入「心部」。这是由於最早將漢字以部首加以分類的《説文解字》是以小篆為標準字樣的，「心」、「忄」與「⺗」在小篆中相同形狀，它们的字型差異都在小篆轉變為隸書的隸變过程中出现的。多數字典還是承襲原來的部首分類，如部首目錄中「心部」通常為「心 忄⺗同」或「心（忄⺗）」。
又，有些部首原先外觀不同，后来却變得酷似甚至相同，如「阜部」、「邑部」作為偏旁時都寫成「阝」，但阜部固定在左，邑部固定在右，通稱「左阜右邑」；又如「胴」「胸」「胃」的「⺼」字旁酷似四劃的「月部」，但歸在六劃的「肉部」。
根據日本漢學家古時雄所發表的《從漢字形要素構成率看漢字概念》一文中，漢字字形的結構爲：
1. 除一畫數的漢字之外，所有漢字字形都由「偏旁冠腳構垂繞」的組合所構成。
2. 除一畫數的漢字之外，所有漢字字形都由二個文字要素所構成。
3. 除一畫數的漢字之外，所有文字要素都由二個文字要素所構成。

## 偏旁的俗稱
許多偏旁，在生活上溝通的需要有約定成俗的稱呼。一般來說，中文使用者並沒有對所有偏旁定義稱呼，日本則對偏旁名稱有較完整的體系（但罕見部首的名稱亦不普及）。這些俗稱通常只是表達偏旁的外觀，並不一定符合造字原理。
- 在左邊、右邊者稱為旁或邊
  - 部首外型為常用字者，直接稱呼「～字旁」（粵稱「～字邊」），如：王字旁、月字旁、魚字旁、羊字旁、豸字旁、車字旁、貝字旁、馬字旁。
  - 單人旁（粵稱單企人、企人邊）「亻」
    - 单人旁又称单立人

  - 提手旁（粵稱剔手邊）「扌」
  - 豎心旁（粵稱豎心邊）「忄」
  - 斜玉旁（粵稱王字邊、玉字邊）「𤣩」
    - 斜玉旁又称提王旁

  - 立刀旁（粵稱刀字邊）「刂」
  - 雙人旁（粵稱雙企人）「彳」
    - 双人旁又称双立人

  - （粵稱繑絲邊）「糹」或「纟」
  - 金字旁或
  - 言字旁或
  - 食字旁、或「饣」
  - 左耳旁（粵稱斧頭邊、戽斗邊、耳仔邊）「⻖（阜）」
  - 右耳旁（粵稱耳仔邊）「⻏（邑）」
    - 左耳旁和右耳旁也可统称为双耳刀

  - 節字旁「卩」
    - 节字旁又称单耳刀

  - 反犬旁（粵稱狗爪邊）「犭」
  - 衣字旁（粵稱禮衣邊）「衤」
  - 示字旁（粵稱神字邊）「礻」或「⺬」
  - 足字旁「⻊」
  - 反文旁「攵」或「攴」
- 在上面者、或外包文字上面與左邊者，稱為頭
  - 包字頭「勹」
  - 寶蓋頭（粵稱冧寶頭）「宀」（寶字讀陽平聲）
  - 秃宝盖（粵稱冧宮頭）「冖」
  - 竹字頭（粵稱竹花頭）「⺮」
  - 草字頭（粵稱草花頭）「艹」
  - 病字頭（粵又稱疾病頭或病字邊）「疒」
  - 登字頭「癶」
  - 四字头/网字头「罒」
  - 西字头/襾字頭「覀」
  - 虎字头「虍」
  - 出字头「屮」
  - 爪字头（粵稱采字頭）「爫」
- 同時夾著文字上下者稱為框
  - 衣字框「衣」
  - 國字框「囗」
- 在下面的稱為底
  - 走之底（粵稱撐艇、撐艇仔、艇字邊）「⻍」（傳統明體）或「辶」（現代標準楷體）
  - 建字底「廴」
  - 心字底「⺗」
  - 也字底「也」(例如「乸」)
- 例外
  - 兩點冰「冫」
  - 三點水「氵」
  - 四點火（四點底）「灬」
  - 横山「彐」或「彑」
  - 折文「夂」或「夊」
  - 三拐「巛」

也有人將框、底都稱為「旁」，如走之旁。無論如何，偏旁的名稱只為口頭溝通文字方便，並沒有一定正確的名稱。

## 影響
使用姓名筆劃算命時，許多流派堅持必須將偏旁以部首原字的筆劃數計算，就是受到了部首的影響。例如「陽」字不算12筆，而須計算「阜」字筆劃，算17筆。